# Foie gras
Foie gras (fransk: fed lever) er leveren fra velfodrede gæs eller ænder. Traditionelt har tvangsfodring hyppigt været anvendt i produktionen af foie gras. Dyrenes Beskyttelse beskriver det sådan: "Selve tvangsfodringen foregår med en 20-30 cm lang plasticslange eller et rør, der presses ned i mavesækken gennem spiserøret på fuglen. Foderet skydes ned i maven på fuglen, og på denne måde tvinges den til at indtage langt mere føde, end den frivilligt ville æde. Produktionsmetoden har været kendt siden antikken, da ægypterne benyttede den i år 2.500 f. Kr. I Europa produceres foie gras primært i Belgien, Bulgarien, Frankrig, Spanien og Ungarn. I dag findes der både foie gras, hvor den fede lever udvikles ved frivillig spisning og ved tvangsfodring.

## Trækfuglenes naturlige overspisning
I naturen er der mange dyr, der overspiser for at oplagre fedt. Eksempelvis trækfugle, der tærer på fedtreserverne under træk. Også overvintrende dyr opbygger et lager af fedt, som hjælper dem igennem vinteren, hvor tilgængeligheden til føde kan være begrænset. Trækfuglenes overspisning resulterer i, at fedt lagres i leveren før trækket ved hepatisk steatose. I naturen kan leveren fordobles i størrelse. Det er fysiologisk normalt ved den fedtlever, der sælges som foie gras. Det er en evne, trækfuglene gæs og ænder har. De overfodres i den sidste tid inden slagtningen.

## Produktion
Foie gras er en dyr delikatesse, og prisen gør det rentabelt at producere den. Produktionen foregår ved at overfordre gæs og ænder, så de udvikler skrumpelever. Ved tvangsfodring bliver leveren flere gange større end en normal lever.
Det meste foie gras produceres i EU. I 2011 lå EU's produktion på omkring 26.000 ton, 90 % af verdensproduktionen. Af denne produktion stod Frankrig for lige under 20.000 ton. For resten af produktionen stod Belgien (23 ton), Bulgarien (2.600 ton), Spanien (850 ton) og Ungarn (2.450 ton). Uden for EU produceres foie gras i Canada, Kina og USA.
I EU blev det i 2004 forbudt at fremstille foie gras, hvor der ikke allerede var en produktion. I en række lande er der enten et direkte forbud mod at producere foie gras eller som i Danmark et forbud mod at tvangsfodre dyr, da det menes at påføre dyrene lidelse.

## Forbrug
Foie gras er en del af det nationale køkken – serveret med et glas sauternes – og er en del af kulturarven. Det er Frankrig, der aftager den største del af verdensproduktionen (71 % i 2012).
I EU er det primært Belgien, Spanien, Storbritannien og Tyskland der bruger mest, mens det uden for EU er Japan, Kina, Schweiz og USA, der er de største aftagere.

## Etiske overvejelser
Der er en stigende opmærksomhed på etisk fødevareproduktion. Dette gælder også produktionen af foie gras. Langt de fleste dyreværnsforeninger i Danmark og udlandet mener, at tvangsfodring udsætter gæs og ænder for lidelse, da det lange rør, der føres ned igennem halsen og den store mængde føde, der på kort tid pumpes ned i maven, påfører dyret smerte. Dyret tager ofte så meget på i vægt, at det ikke kan holde sig oprejst. Flere mener, at foie gras produceret uden tvangsfodring er den rette vej at gå. 
Interesseorganisationen Dyrenes Beskyttelse har klare holdninger til produktionen : "Foie gras-produktionen er ekstremt belastende for fuglene, som udsættes for stress, smerte og lidelse i forbindelse med tvangsfodringen. På trods af at tvangsfodring af dyr i Danmark er forbudt (Dyreværnsloven § 5), er det stadig tilladt at importere foie gras fra udlandet. Vi arbejder for at forbyde importen af foie gras til Danmark." 
I Danmark er flere restauranter og butikker holdt med at føre foie gras bl.a. som følge af pres fra aktivister. .
Torvehallerne i København har ikke kommenteret sagen efter fremkomsten af oplysninger fra tre professorer i dyrevelfærd og bioetik, Peter Sandøe, Björn Forkman og
Jens E Christensen, og INRA's undersøgelser, der ikke dokumenterer markant øgning af stressniveauet, tegn på voldsom fysisk overlast, eller mærkbare smertereaktioner fra dyrene.

## Fremtid
Da EU har forbudt produktion af foie gras i lande, hvor den ikke findes i forvejen, er der kræfter i gang inden for EU for at udbrede forbuddet til hele EU. Frankrig har den største produktion og det største forbrug. En rundspørge i 2009 viste, at 66% af franskmændene var positive for produktion af foie gras